# Doldenblütler
Die Doldenblütler oder Doldengewächse (Apiaceae oder Umbelliferae bzw. deutsch Umbelliferen) sind eine Pflanzenfamilie in der Ordnung der Doldenblütlerartigen (Apiales). Die meisten Arten sind krautige Pflanzen mit mehrfach geteilten Blättern und Doppeldolden als Blütenstand, wodurch sie leicht der Familie zuzuordnen sind.
Die Familie enthält etwa 434 Gattungen mit etwa 3780 Arten und ist weltweit in den gemäßigten Gebieten vertreten. Zu den Doldenblütlern zählen viele Gewürzpflanzen und Nahrungspflanzen, aber auch einige sehr giftige Pflanzenarten, beispielsweise der Wasserschierling und der Gefleckte Schierling.

## Beschreibung und Ökologie

### Vegetative Merkmale
Die Vertreter der Doldenblütler sind fast ausschließlich ausdauernde krautige Pflanzen. Einige wenige Taxa, wie etwa in der Unterfamilie Mackinlayoideae, sind verholzt. Die Sprossachse ist in der Regel hohl und knotig. Die Wuchshöhen reichen von mehreren Meter hohen Pflanzen in den Steppen Zentralasiens (Ferula) bis zu wenigen Zentimeter hohen Polsterpflanzen der Antarktis (Azorella).
Viele Arten bilden eine Pfahlwurzel aus. Die Seitenwurzeln entstehen an beiden Seiten der Xylempole, da an der Spitze des Xylempols ein Harzgang verläuft.
Die wechselständigen Laubblätter sind einfach oder mehrfach gefiedert. Nur in Ausnahmen besitzen sie einfache Blätter (Bupleurum). Die Blätter besitzen eine Blattscheide.

### Blütenstände

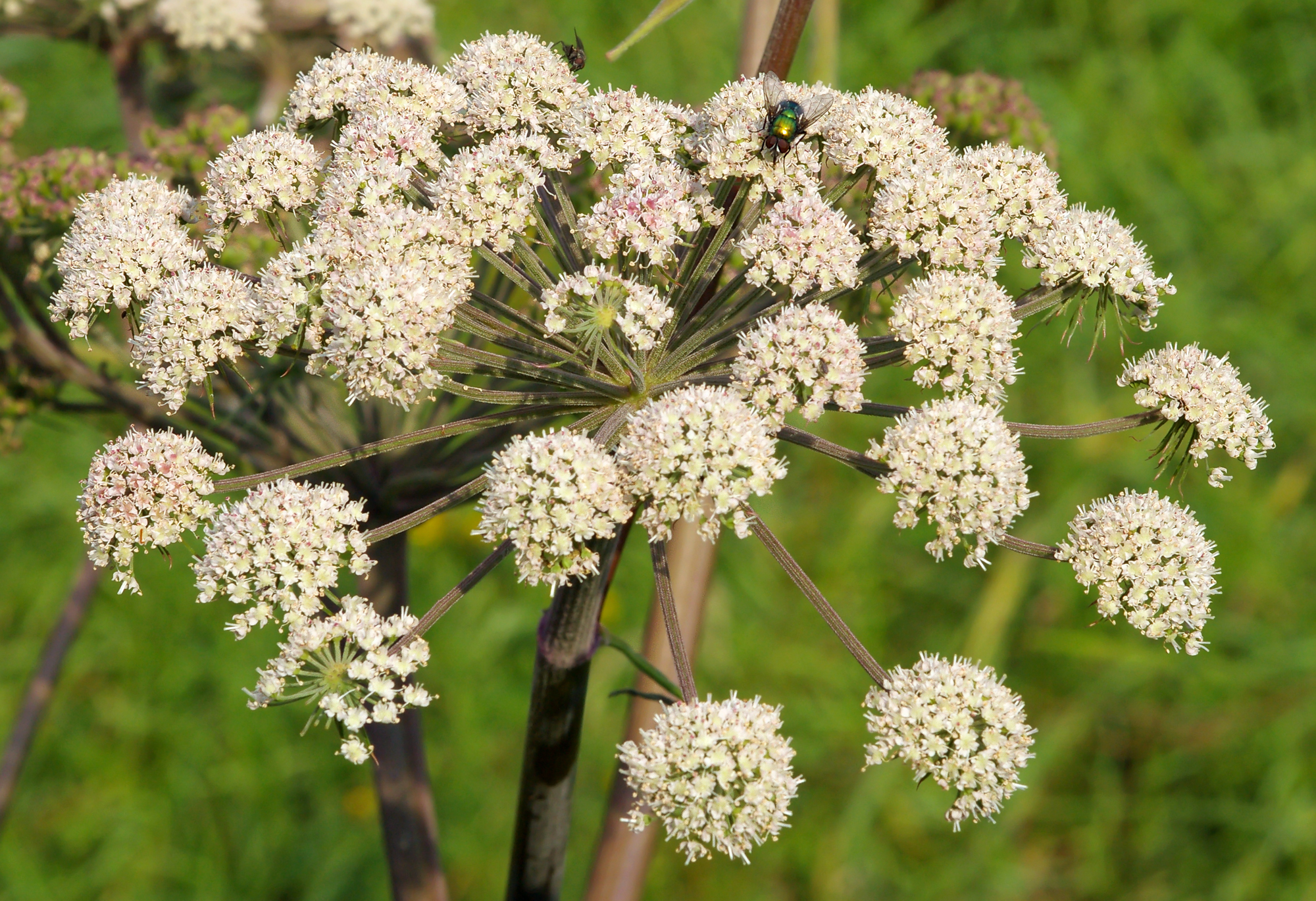
Blütenstand (Doppeldolde) bei der Wald-Engelwurz – deutlich zu erkennen die einzelnen Döldchen

Der Blütenstand ist meist eine vielstrahlige Doppeldolde, eine Dolde aus meist vielen Döldchen. Dieser Bau der Blütenstände ist sehr charakteristisch für die Doldenblütler und hat ihnen auch ihren alten wissenschaftlichen Namen Umbelliferae (Schirm-Träger) eingebracht.
Die Tragblätter der Dolden sind dicht zusammengedrängt und bilden die Hülle (Involucrum), häufig sind sie auch nur schwach ausgeprägt oder fehlen. Hier entspringen die Döldchenstiele = Doldenstrahlen. Die Döldchen (Umbellulae) sind wiederum von einem (oft auch fehlenden) Hüllchen (Involucellum) umgeben. Die Blütenstiele werden nicht „Döldchenstrahlen“ genannt. Häufig bildet der Blütenstand eine Kuppel oder sogar eine Fläche, auf der häufig Insekten anzutreffen sind.
Seltener sind einfache Dolden. Es gibt auch Arten mit Einzelblüten (Azorella). Bei sehr großen Arten können auch mehrere Doppeldolden zu einem noch größeren Blütenstand zusammengefasst sein (Riesen-Bärenklau, Heracleum mantegazzianum).

### Blüten

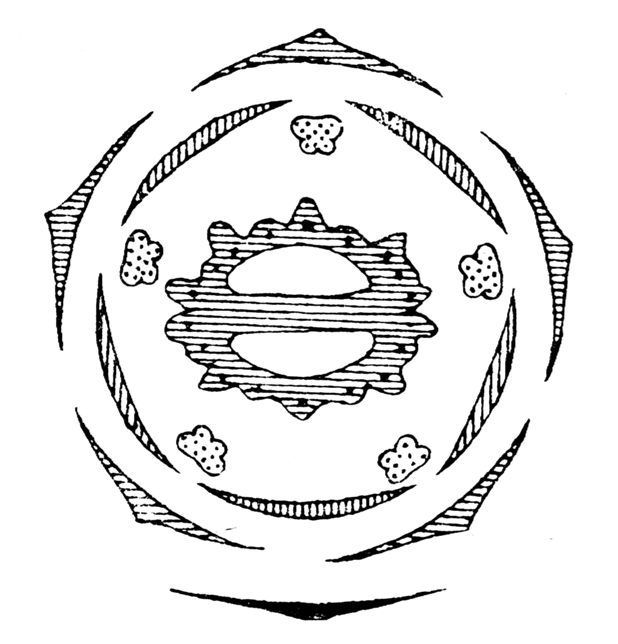
Blütendiagramm von Laserpitium

Die meist unscheinbaren Blüten sind mit Ausnahme des Gynoeceums fünfzählig und in der Regel radiärsymmetrisch. Bei einigen Arten sind insbesondere die Randblüten aber auch asymmetrisch und dadurch zygomorph. Kelchblätter sind ursprünglich fünf vorhanden, jedoch sind sie oft verkümmert oder fehlen ganz. Die fünf Kronblätter sind frei und sind meist weiß, seltener gelb, rosa bis violett. Die Kronblätter besitzen häufig an der Spitze ein eingeschlagenes Läppchen (Lobulum inflexum). Seine Gestalt sowie die Gestalt der Vorderkante des Kronblattes (Flexurkante) sind wichtige Bestimmungsmerkmale.
Es gibt nur einen Kreis mit fünf freien, fertilen Staubblättern, die in der Knospe gekrümmt sind. Zwei Fruchtblätter sind zu einem unterständigen Fruchtknoten verwachsen. Die zwei Griffel (auch als Schnabel bezeichnet) sitzen auf einem scheiben- bis kegelförmigen, glänzenden, Griffelpolster (Stylopodium). Dieses dient als Nektarium, d. h., es scheidet Nektar aus. In jedem der zwei Fruchtknotenfächer befindet sich eine hängende anatrope Samenanlage. Eine zweite verkümmert sehr früh.
Der Aufbau der Blüte kann in folgender Blütenformel zusammengefasst werden:
{\displaystyle \star K_{5-0}\;C_{5}\;A_{5}\;G_{\overline {(2)}}}
Die Blüten sind meist protandrisch. Die Bestäubung erfolgt in der Regel über Fliegen, Käfer und andere kurzrüsselige Insekten (Entomophilie).

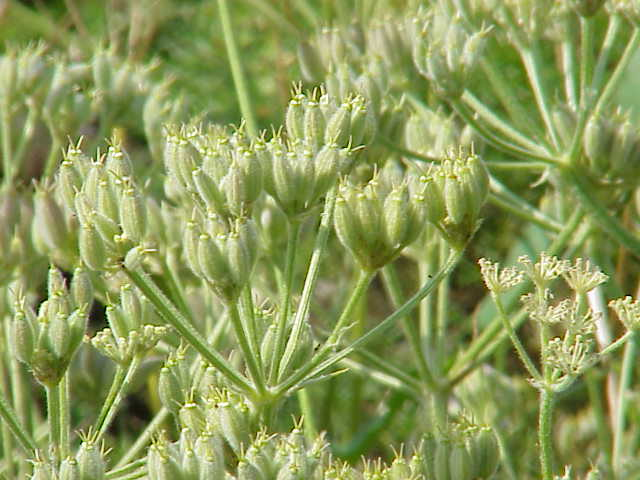
Ausschnitt aus einem Fruchtstand mit jungen Früchten der Alpen-Augenwurz (Athamanta cretensis)

### Früchte und Samen
Die Frucht ist eine trockene, zweiteilige Spaltfrucht, auch Doppelachäne genannt. Die Gestalt ist häufig zylindrisch mit rundem bis elliptischem Querschnitt. Seltener sind kugelige (Coriandrum) und doppelkugelige Gestalt (Bifora). Die zwei Teilfrüchte (Mericarpien oder Carpiden) bleiben zunächst meist noch mit der Oberseite an einem Fruchthalter (Karpophor) hängen, der sich in der Mitte befindet. Dieser kann aber auch fehlen.
Jede Teilfrucht hat an ihrer freien Seite fünf Längsrippen oder Hauptrippen (juga primaria) mit je einem Gefäßbündel. Dazwischen liegen Tälchen (valleculae), in deren Wand sich je ein meist dunkler schizogener (durch das Auseinanderweichen von Zellen entstehender) Ölgang (hier als Ölstrieme bezeichnet) befindet. Bei manchen Arten besitzt jedes Tälchen noch eine Nebenrippe (jugum secundarium, etwa die Karotte mit stacheligen Nebenrippen). Die Ölgänge können auch vermehrt (Pimpinella) oder reduziert (Coriandrum) sein oder ganz fehlen (Conium).
Der Samen besteht aus einem sehr kleinen Embryo in einem großen, fett- und proteinreichen Endosperm. Der Embryo liegt am oberen Ende des Samens mit nach oben gerichtetem Hypokotyl. Die Samenschale ist mit der Fruchtwand verklebt.
Die Ausbreitung erfolgt durch Tiere (Epizoochorie), den Wind (Anemochorie), Wasser (Hydrochorie), durch Selbstausbreitung (Autochorie) und teilweise durch den Menschen (Hemerochorie).

### Chemische Merkmale
Die Hauptbestandteile der ätherischen Öle können je nach Art überwiegend aus Terpenen oder aus Phenylpropanoiden gebildet werden. Beim Koriander ist es überwiegend (+)-Linalool (Terpen), beim Kümmel (+)-Carvon (Terpen), bei Fenchel und Anis Anethol (Phenylpropanoid).
| Inhaltsstoffe (Auswahl)                      |
| -------------------------------------------- |
| (S)-(+)-Carvon                               |
| Psoralen, ein lineares Furanocumarin         |
| cis-Anethol (oben) und trans-Anethol (unten) |
| Falcarinol, ein Polyacetylen                 |

Die Doldenblütler sind die Familie mit dem größten Spektrum an Cumarinverbindungen. Neben einfachen Cumarinen und Hydroxycumarinen (z. B. Umbelliferon) treten auch eine Vielzahl an prenylierten, geranylierten und farnesylierten Cumarinderivaten auf. Dazu zählen auch die Furano- und Pyranocumarine. Erstere können linear oder angulär sein. Hydroxy- und Furanocumarine wirken abschreckend auf Herbivoren (deterrent), als Phytoalexine und als Keimungsinhibitoren. Dabei steigt die Toxizität von Hydroxy- über lineare zu angulären Furanocumarinen an. Die Furanocumarine sind phototoxisch: Bei Einwirkung von UV-Licht wird die DNA inaktiviert (Photosensibilisierung). Anguläre Furanocumarine sind stärker toxisch als lineare, obwohl ihre Phototoxizität geringer ist. Die meisten der holarktisch verbreiteten, artenreichen Gattungen der Familie enthalten Furanocumarine (etwa Bupleurum und Pimpinella mit je 150 Arten), während viele monotypische Gattungen mit eingeschränkter geographischer Verbreitung keine Furanocumarine enthalten.
Sesquiterpenlactone sind mit über 100 Verbindungen in der Familie vertreten. Es treten die gleichen Grundstrukturen (z. B. Germacranolide, Eudesmanolide, Eremophilanolide und Elemanolide) auf wie bei den Korbblütlern, jedoch stereochemisch unterschiedlich. Außerdem sind sie häufiger hydroxyliert und verestert, insbesondere am C11.
In den Doldenblütlern wurden über 150 Polyacetylen-Verbindungen nachgewiesen. Am häufigsten sind die C17-Diin-diene der Falcarinol-Gruppe. Die Giftigkeit des Wasserschierlings (Cicuta virosa) und der Safranrebendolde (Oenanthe crocata) beruht auf Polyacetylenen.
Alkaloide sind selten. Coniin und ähnliche Piperidin-Derivate kommen im Gefleckten Schierling (Conium maculatum) vor. In der Unterfamilie Saniculoideae treten häufig Triterpensaponine auf. Typische Kohlenhydrate sind das Trisaccharid Umbelliferose und der Zuckeralkohol Mannitol.
Das Vorkommen von Petroselinsäure als Hauptfettsäure bezeugt die enge Verbindung zwischen den Apiaceae und den Araliaceae.

## Verwendung
Aufgrund der ätherischen Öle werden viele Arten als Gewürz-, Gemüse- und Heilpflanzen verwendet. Verwendung finden dabei die Früchte, Blätter und Wurzeln. Beispiele sind Kümmel (Carum carvi), Anis (Pimpinella anisum), Koriander (Coriandrum sativum), Dill (Anethum graveolens), Liebstöckel (Levisticum officinale), Fenchel (Foeniculum vulgare), Petersilie (Petroselinum crispum), und Sellerie (Apium graveolens).
Eine gewisse Ausnahme bilden die Karotte (Daucus carota) und der Pastinak (Pastinaca sativa), die vor allem aufgrund ihres Kohlenhydrat-Gehaltes angebaut werden.
Einige Arten sind sehr giftig. Der Gefleckte Schierling (Conium maculatum) lieferte das Gift für den zum Tod verurteilten Sokrates und kann mit Wilder Möhre, Kümmel, Koriander und Kerbel verwechselt werden. Ebenfalls sehr giftig ist der Wasserschierling (Cicuta virosa). Weniger giftig ist die Hundspetersilie (Aethusa cynapium), die jedoch oft mit der Petersilie verwechselt wird, wodurch es häufig zu Vergiftungen kommt.
Unterscheidungsmerkmale zu den als Wildkräuter genutzten Doldenblütlern:
- Der gefleckte Schierling riecht nach Mäuse-Urin, der Wasserschierling nach Sellerie und die Hundspetersilie unangenehm und entfernt nach Knoblauch.[3]
- Die Stengel von geflecktem Schierling und Hundspetersilie sind stellenweise (beim Schierling fleckig) rötlich gefärbt. (Die Kerbelrübe trägt ebenfalls rote Flecken am Stängel, hat aber  im Gegensatz zu den giftigen Arten eine unterirdisch verdickte Knolle.)[4]

Viele Arten sind aufgrund ihrer Furanocumarine photosensibilisierend und phototoxisch. Zu erwähnen ist hier besonders der Riesen-Bärenklau (Heracleum mantegazzianum). Das in den phototoxischen Arten enthaltene Psoralen wird jedoch in der Medizin im Rahmen der PUVA-Therapie zur Behandlung von Hauterkrankungen eingesetzt.

## Vorkommen
Die Familie ist weltweit verbreitet, jedoch liegt der Schwerpunkt in den nördlichen gemäßigten Zonen. In den Tropen sind die Doldenblütler besonders in den montanen Höhenstufen verbreitet. Die Doldenblütler-Arten wachsen vorwiegend in Steppen, Sümpfen, Wiesen und Wäldern.

## Systematik

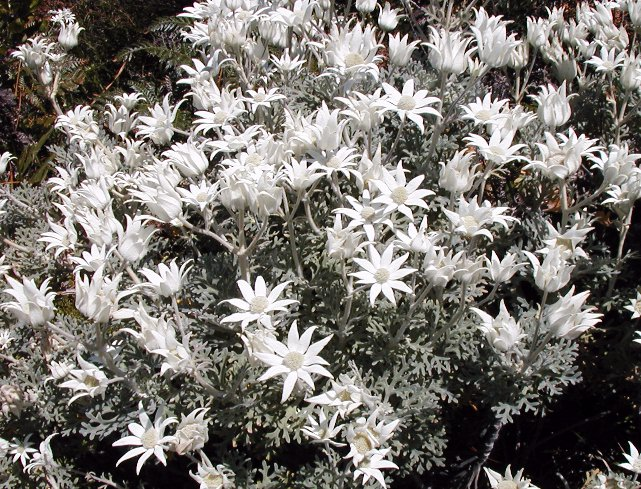
Unterfamilie Mackinlayoideae: Actinotus helianthi

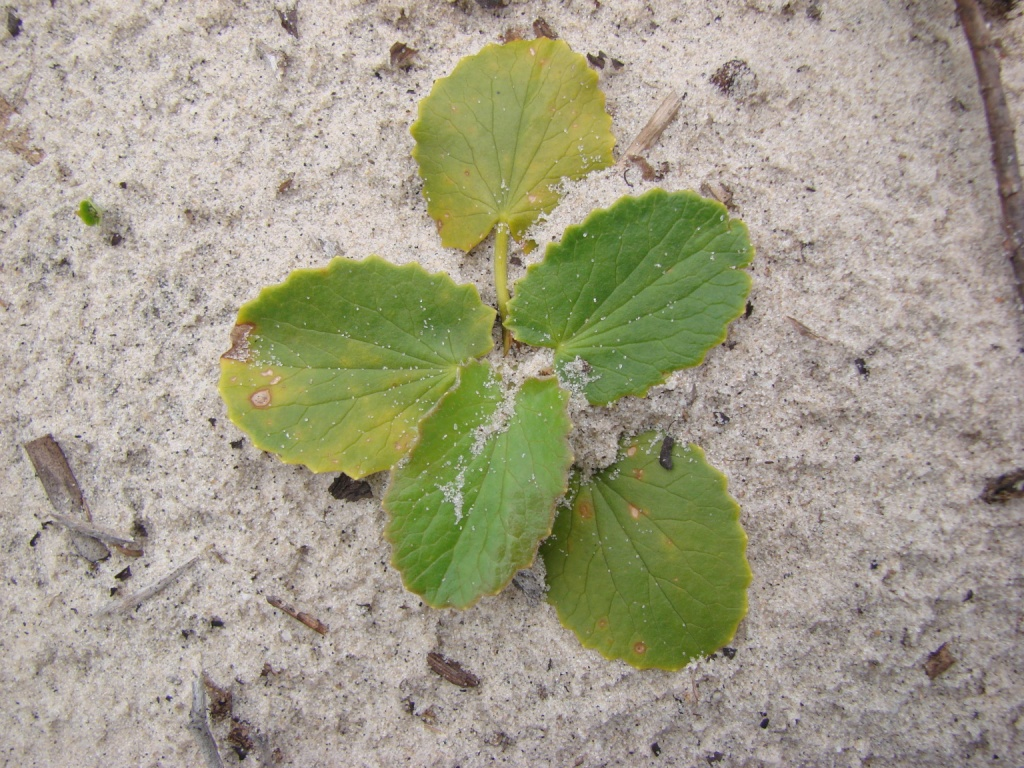
Unterfamilie Mackinlayoideae: Indischer Wassernabel (Centella asiatica)

Synonyme für Apiaceae Lindl. nom. cons. sind: Umbelliferae Juss. nom. cons., Actinotaceae A.I.Konstant. & Melikyan, Ammiaceae Bercht. & J.Presl, Angelicaceae Martinov, Daucaceae Martinov, Ferulaceae Sacc., Saniculaceae Bercht. & J.Presl.
Das Schwestertaxon der Doldenblütler innerhalb der Ordnung Apiales ist die Gruppe aus Pittosporaceae, Araliaceae und Myodocarpaceae. Die Familie selbst enthält etwa 434 Gattungen mit etwa 3780 Arten. Sie wird seit 2010 nur noch in drei Unterfamilien gegliedert.
- Die Mackinlayoideae Plunkett & Lowry sind meist verholzende Pflanzen. Die meisten Arten wachsen in den Gebieten um den Südpazifik, die Gattung Centella vor allem in Südafrika. Es gibt etwa sechs Gattungen mit etwa 67 Arten:[8]
  - Actinotus Labill.: Alle 15 Arten sind in Australien verbreitet und eine davon kommt auch in Neuseeland vor.
  - Apiopetalum Baill.: Die etwa vier Arten kommen in Neukaledonien vor.
  - Centella L. (Syn.: Trisanthus Lour.): Die etwa 40 Arten sind hauptsächlich auf der Südhalbkugel verbreitet, beispielsweise:
    - Indischer Wassernabel (Centella asiatica (L.) Urb.)

  - Mackinlaya F.Muell. (Syn.: Anomopanax Harms): Die etwa zehn Arten kommen in Sulawesi, auf den Philippinen, in Neuguinea, auf den Salomonen und im nordöstlichen Australien vor.
  - Micropleura Lag.: Die etwa zwei Arten kommen in Kolumbien und Chile vor.
  - Platysace Bunge: Die etwa 26 Arten sind in Australien weitverbreitet, aber keine kommt in Tasmanien vor.
  - Xanthosia Rudge: Die etwa 20 Arten sind im gemäßigten Australien weitverbreitet.

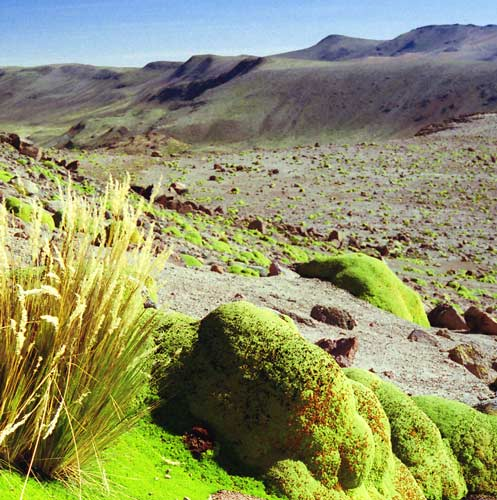
Unterfamilie Azorelloideae: Yareta (Azorella yareta)

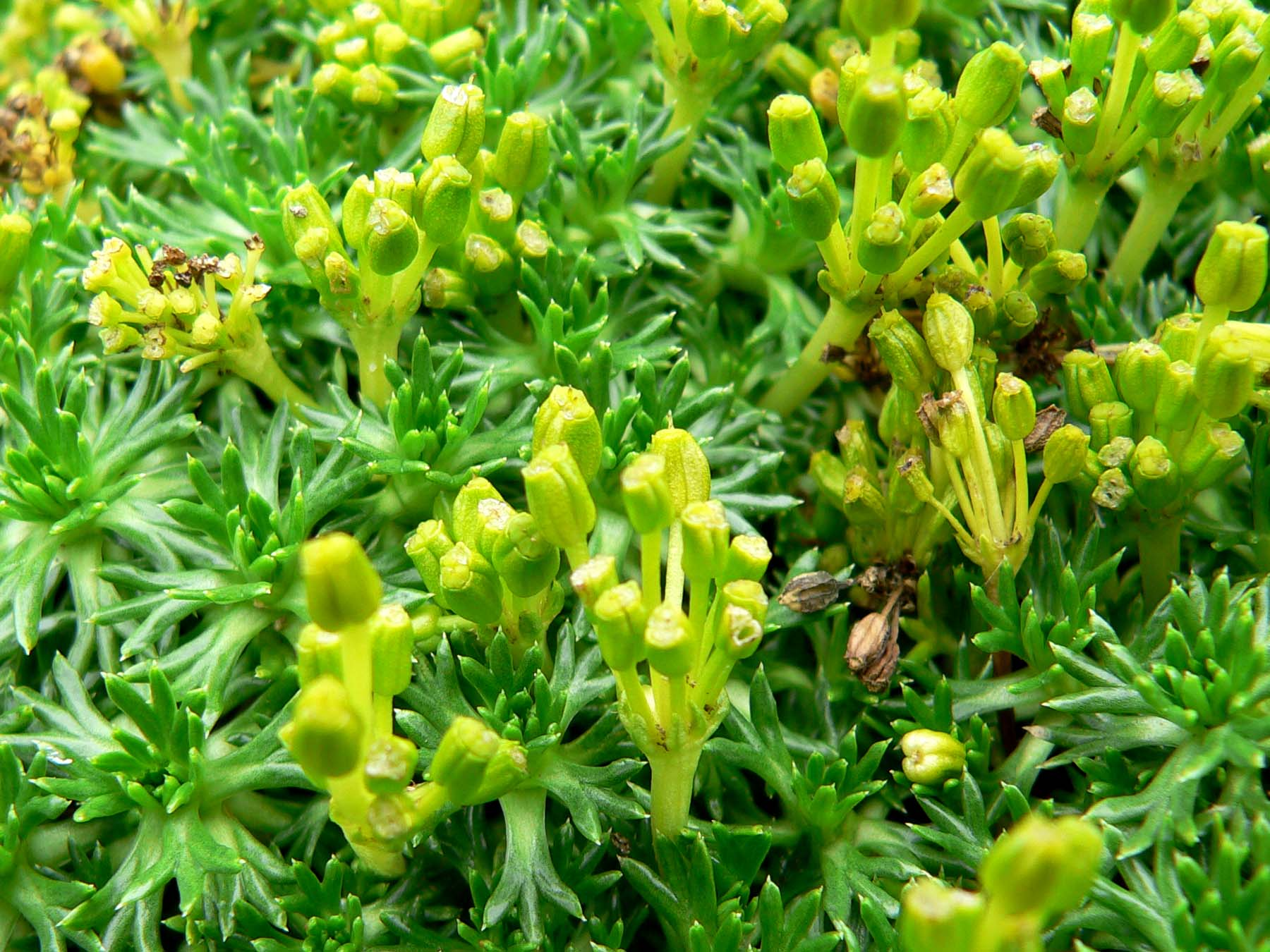
Unterfamilie Azorelloideae: Bolax gummifera

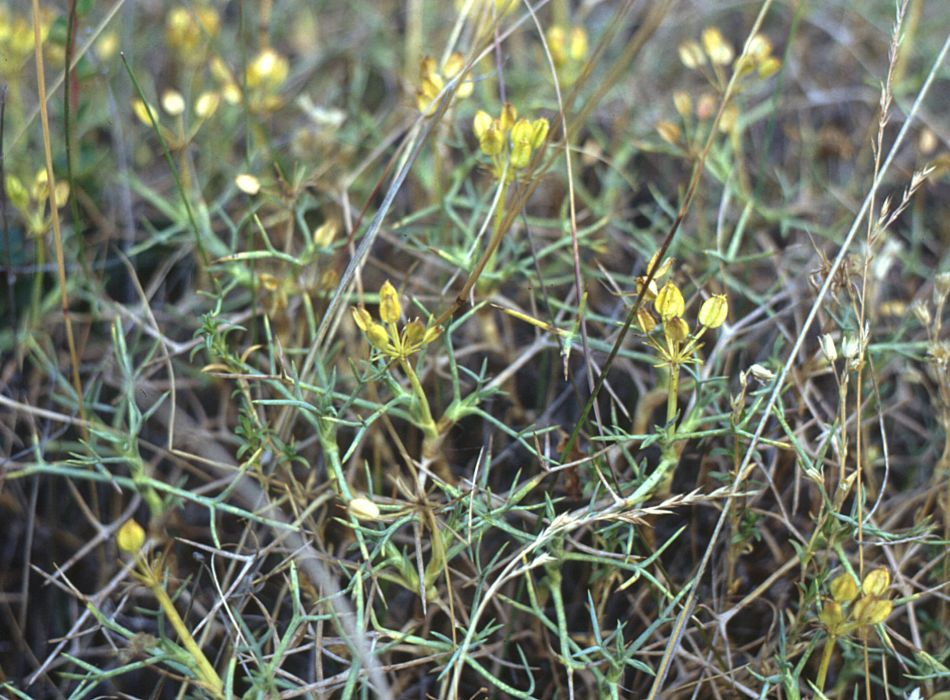
Unterfamilie Azorelloideae: Mulinum spinosum

- Die Azorelloideae Plunkett & Lowry: Die 18 bis 23 Gattungen mit etwa 155 Arten kommen in Südamerika, Australien und der Antarktis vor. Sie besitzen einen großen Nucellus, einen tetrasporigen Embryosack. Die Früchte haben ein lignifiziertes Perisperm:[9]
  - Asteriscium Cham. & Schltdl.: Sie enthält nur eine Art:
    - Asteriscium novarae Constance & Charpin: Sie kommt in Chile und Argentinien vor.

  - Andenpolster (Azorella Lam., Syn.: Huanaca Cav.,  Laretia Gillies & Hook., Mulinum Pers., Schizeilema (Hook. f.) Domin, Stilbocarpa (Hook. f.) Decne. & Planch.):[10] Die seit 2017 und bestätigt 2020 etwa 58 (früher bis zu 70 Arten) sind von Costa Rica bis zum südlichen Südamerika, auf einigen Inseln im Südlichen Ozean und in Australien sowie Neuseeland verbreitet, darunter:
    - Yareta (Azorella compacta Phil.)

  - Bolax Comm. ex Juss.: Die vier bis fünf Arten kommen im gemäßigten südlichen Südamerika in Argentinien und Chile vor.
  - Bowlesia Ruiz & Pav.: Die etwa 16 Arten sind in der Neotropis verbreitet.
  - Dichosciadium Domin: Sie enthält nur eine Art:
    - Dichosciadium ranunculaceum (F.Muell.) Domin (Syn.: Azorella ranunculacea (F.Muell.) Druce, Dichopetalum ranunculaceum F.Muell., Azorella dichopetala Benth. nom. illeg., Pozoa ranunculacea (F.Muell.) Drude): Sie kommt mit zwei Varietäten nur in den australischen Bundesstaaten New South Wales, Victoria und Tasmanien vor.

  - Dickinsia Franch. (Syn.: Cotylonia C.Norman): Sie enthält nur einer Art:
    - Dickinsia hydrocotyloides Franch. (Syn.: Cotylonia bracteata C.Norman): Sie gedeiht in schattigen, feuchten Wäldern und Ufern von Fließgewässern in Höhenlagen zwischen 1500 und 3200 Meter in den chinesischen Provinzen Guizhou, Hubei, Hunan, Sichuan sowie Yunnan.

  - Diplaspis Hook. f.: Die nur zwei Arten kommen nur in den australischen Bundesstaaten New South Wales, Victoria und Tasmanien vor.
  - Diposis DC.: Die zwei oder drei Arten kommen in Uruguay und Chile vor.
  - Domeykoa Phil.: Die etwa vier Arten kommen in Peru und Chile vor.
  - Drusa DC.: Sie enthält nur eine Art:
    - Drusa glandulosa (Poir.) H.Wolff ex Engl.: Sie kommt auf den Kanaren, Madeira, Marokko und auch in Somalia vor.

  - Eremocharis Phil.: Die etwa neun Arten kommen in Peru und Chile vor.
  - Gymnophyton Clos: Die etwa sechs Arten gedeihen in den Anden Chiles und Argentiniens.
  - Hermas L.: Sie etwa sieben Arten sind im südlichen Afrika verbreitet.
  - Homalocarpus Hook. & Arn.: Die vier bis sechs Arten kommen in Chile vor.
  - Oschatzia Walp.: Die nur zwei Arten kommen nur in den australischen Bundesstaaten New South Wales, Victoria und Tasmanien vor.
  - Pozoa Lag.: Die etwa zwei Arten gedeihen in den Anden Chiles und Argentiniens.
  - Spananthe Jacq.: Sie enthält nur eine Art:
    - Spananthe paniculata Jacq.: Sie kommt in den Anden vor.

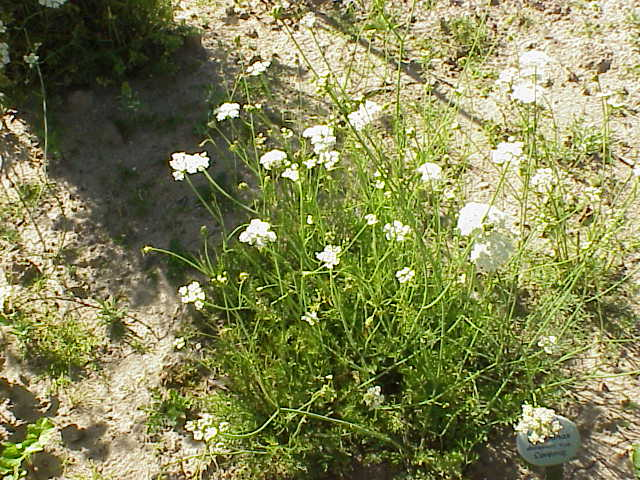
Unterfamilie Apioideae: Opopanax chironium

- Die Apioideae Drude, inklusive der Taxa der ehemaligen Saniculoideae Burnett.[7] Diese Unterfamilie besitzt keine Nebenblätter. Die Samenanlagen sind tenuinucellat, das Endokarp besteht aus einer Zellschicht und ist nicht lignifiziert. Die Blätter sind meist mehrfach geteilt oder ungeteilt. Die Blütenstände sind in der Regel Doppeldolden. Die Teilfrüchte können einen Fruchthalter (Karpophor) haben und besitzen mehr oder weniger ausgeprägte Ölgänge. Sie besitzen Terpenoide des Kauren-Typs. Es gibt nun mit den Taxa der ehemaligen Saniculoideae über 400 Gattungen mit etwa 3500 Arten. Sie sind weltweit verbreitet, jedoch mit Schwerpunkt in den nördlichen temperaten Zonen. Einige wenige Taxa verholzen, beispielsweise einige Bupleurum- und Myrrhidendron-Arten. Die Chromosomengrundzahl beträgt x = 11 (8, 9, 12). Zur inneren Systematik dieser Unterfamilie siehe Hauptartikel: Apioideae.

### Ergänzende Literatur
- Dietrich Frohne, Uwe Jensen: Systematik des Pflanzenreichs unter besonderer Berücksichtigung chemischer Merkmale und pflanzlicher Drogen. 4. neubearbeitete Auflage. Gustav Fischer, Stuttgart / Jena / New York 1992, ISBN 3-437-20486-6.
- Siegmund Seybold (Hrsg.): Schmeil-Fitschen interaktiv. CD-ROM, Version 1.1. Quelle & Meyer, Wiebelsheim 2002, ISBN 3-494-01327-6.